# ميني ماوس
ميني ماوس أو ميمي ماوس (بالإنجليزية: Minnie Mouse)‏ هي شخصية كرتونية خيالية من ابتكار والت ديزني وأب أيوركس، اشتهرت بصفتها صديقة ميكي ماوس، ظهرت للمرة الأولى في عام 1928 في فيلم ستيمبوت ويلي. ظهرت لأول مرة في الشرق الأوسط في فيلم عام 1998[بحاجة لمصدر]. تؤدي صوتها في النسخة العربية نهى قيس.[بحاجة لمصدر] وفي النسخة الإنجليزية أدت صوتها الممثلة روسي تايلور لمدة 30 عامًا.

## الشخصية
«ميني ماوس» أو «ميمي ماوس» هي فأرة سوداء تسلك مجسمة ترتدي فستان أحمر مُرَقَّط وحذاء أصفر تتوسطه شريطة حمراء وتضع ربطة حمراء على رأسها، ميني هي صديقة ميكي ماوس المقربة، ظهرت مع ميكي ماوس في أغلب أفلامه.
في العديد من المرات تظهر كصديقة مقربة لـديدي بطوطة وكوكبة.

## تاريخ

### الأصول
تم إنشاء ميني ماوس في البداية لتكون الاهتمام العاطفي لميكي ماوس كما يظهر في الفن المفاهيمي المبكر لميكي فأرة أنثى بجواره.
تم تصميم ميني على غرار الفتاة المتحررة، ترتدي فستان قصير غالبًا ما يكشف سراويلها الداخلية، في فيلم طفل الكرنفال عام 1929، تم الكشف عن ارتدائها لجوارب سوداء-التي كانت عصرية آنذاك بين المتحررات-، غالبًا ما تكون أحذيتها القطعة الأكثر تميُّزًا وسط ملابسها، ترتدي أحذية كعب عالٍ كبيرة الحجم، غالبًا بغرض إضفاء تأثير كوميدي، تتميز شخصية ميني المبكرة باللطف والمرح والموسيقية والمغازلة. غالبًا ما تصور فنانة مثل الراقصة أو الموسيقية التي يحاول ميكي كسب عاطفتها. جزء من الكوميديا في هذه الأفلام القصيرة المبكرة هو الدرجة المتفاوتة من النجاح الذي حققه ميكي في مغازلة ميني. على عكس الرسوم المتحركة اللاحقة بعد إعادة التصميم، غالبًا ما تصبح ميني فتاة في محنة يحاول ميكي إنقاذها. كما أنها عرضة للكثير من الرسوم المتحركة الكوميدية والمضحكة . على مدار ثلاثينيات القرن العشرين، توطدت علاقة ميني وميكي وأصبحا في النهاية ثنائيًّا ثابتًا.

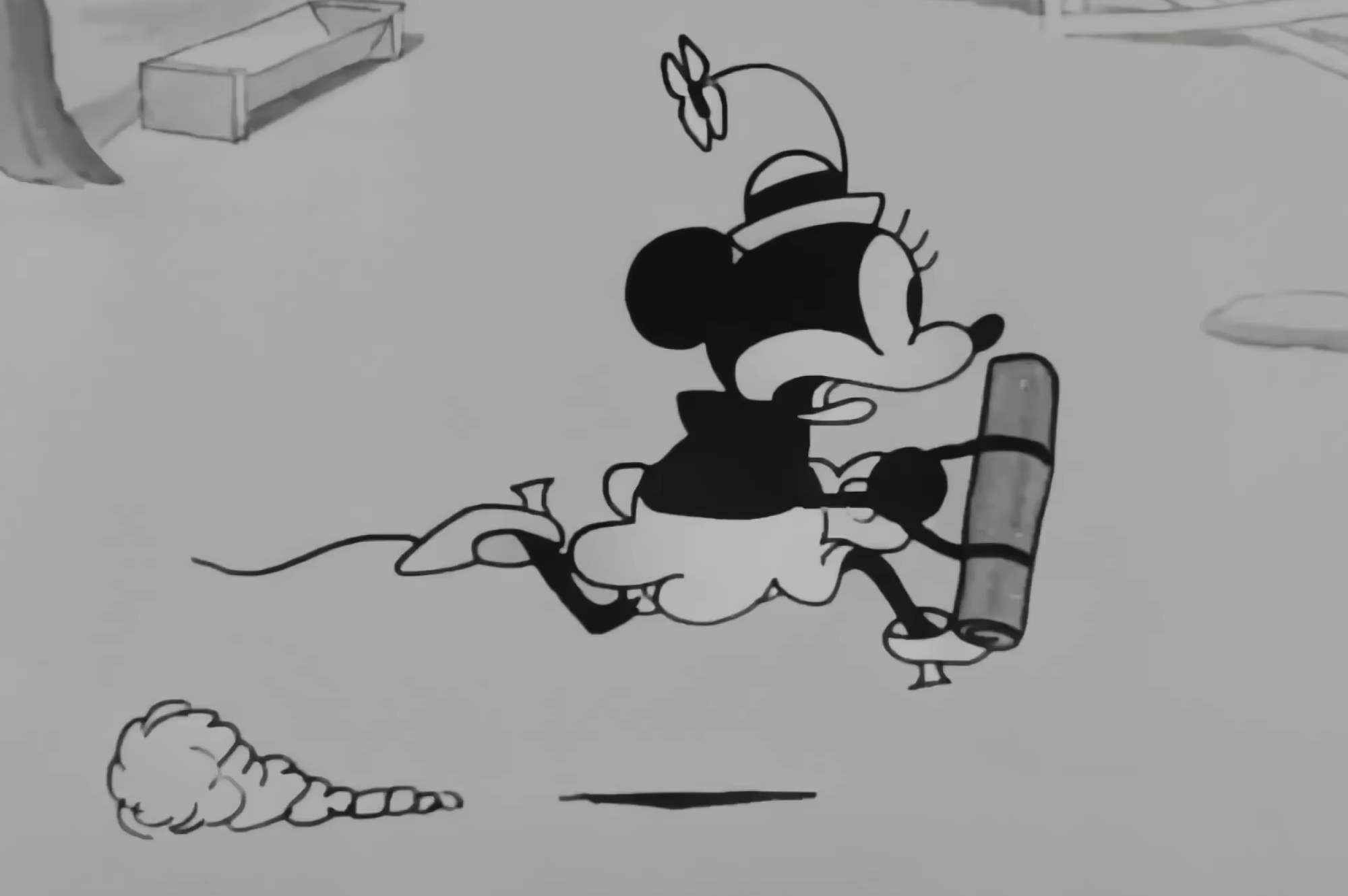
ميني ماوس في إحدى لقطات ستيمبوت ويلي

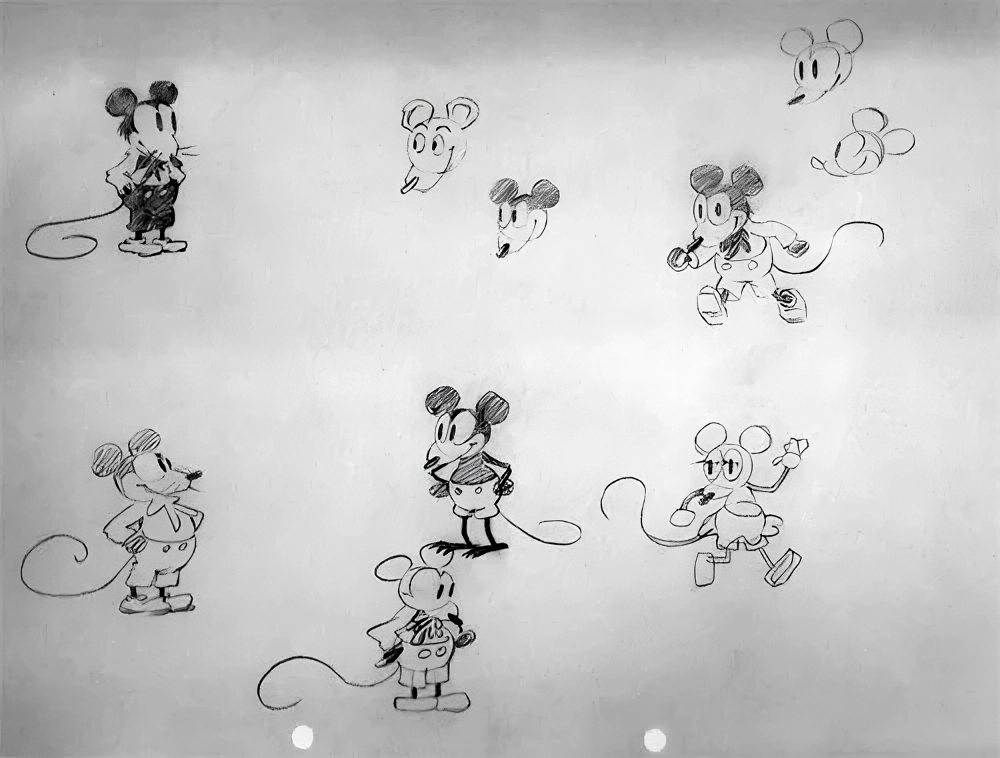
رسمات فن تصور من 1928 رسمها الفنان الأميركي أب أيوركس، والتي تعتبر الأولى من نوعها لـميكي ماوس، كما تُظهِر النسخة الأنثوية من ميكي في اليسار.

تم تصوير ميني على الشاشة لأول مرة في فيلم طائرة مجنونة (1928)، تتم دعوة ميني للركوب على متن طائرة صنعها ميكي، لكنها ترفض الدعوة لتقبيلها في منتصف الرحلة وتهرب من ميكي، مما يوضح سماتها الشخصية المبكرة مثل مقاومة مظاهر المودة وقدرتها على الإفلات من قبضة ميكي.
كان الفيلم ثالث الذي يتم إنتاجه (والأول الذي يتم إصداره): ستيمبوت ويلي هو الذي أسس المظهر النهائي لشخصية ميكي وميني المبكرة.

ميني ماوس في ستيمبوت ويلي.

ميني ماوس في ستيمبوت ويلي.

### فتاة في محنة
في فيلم أمواج برية ،  حيث حملتها موجة إلى البحر. تصاب بالذعر الشديد ويبدو أنها بدأت تغرق. يستخدم ميكي قارب تجديف لإنقاذها وإعادتها إلى الشاطئ، لكن ميني لا تزال متأثرة بشكل واضح من التجربة. يبدأ ميكي في غناء لحن "Rocked in the Cradle of the Deep"، وهي أغنية بحرية، في محاولة واضحة لتشجيعها. تبتهج ميني وتنتهي القصة القصيرة. هذه هي المرة الثانية التي تتعرض فيها ميني للخطر ثم ينقذها صديقها الجديد. ولن تكون الأخيرة.
في الواقع، كان هذا هو الحال مع ظهورها التالي في فيلم طفل الصبار (10 مايو 1930).  وكما يوحي العنوان، كان الفيلم القصير بمثابة محاكاة ساخرة لفيلم غربي ، لكنه يُعتبر إلى حد كبير إعادة إنتاج لفيلم راعي البقر الراكض الذي تدور أحداثه في المكسيك بدلاً من الأرجنتين . تم اختيار ميني مرة أخرى لدور راقصة الحانة المحلية التي اختطفها "دنجل بيدرو" ( دنجل في أول ظهور له بساق خشبية). يأتي ميكي مرة أخرى لإنقاذ الموقف. يُعتبر الفيلم القصير مهمًا لكونه آخر فيلم قصير يضم ميكي وميني يتم تحريكه بواسطة أب أيوركس.
في فيلم التلميع (11 يوليو 1930) ، ظهرت ميني وهي تنضم إلى ميكي وأبو طويلة وكوكبة في رقصة الحظيرة. ومن بينهم، يبدو أن كوكبة هي النجمة الحقيقية للفيلم القصير. قدم المخرج بيرت غيليت عملاً ممتعًا آخر في المسلسل، مما يثبت أن الإنتاج يمكن أن يستمر بدون أيوركس. يمكن القول إن هذه كانت المرة الأولى التي تتفوق فيها نجمة مشاركة على ميني.
في فيلم رجال الإطفاء (20 يونيو 1930)، حوصرت ميني في فندق أثناء حريق.  قضت مدة الفيلم القصير في خطر مميت ولكن تم إنقاذها من قبل رجال الإطفاء تحت قيادة ميكي ماوس. كان أبو طويلة من بين رجال الإطفاء. ربما تكون البقرة التي لم يتم تسميتها في الخلفية هي كوكبة التي تظهر في مشهد قصير. كانت موسيقى الفيلم القصير، على نحو مناسب، لحن أغنية " سيكون هناك وقت حار في المدينة القديمة الليلة ".
يعتبر الإدخال التالي في السلسلة غريبًا: لغز الغوريلا (1 أكتوبر 1930).  يبدأ الفيلم القصير بهروب الغوريلا بيبو من حديقة الحيوانات. علم ميكي بذلك وأصيب بالذعر الشديد. اتصل بميني لتحذيرها من الغوريلا الخطيرة التي تتجول. لم تهتم ميني وعزفت الألحان على البيانو الخاص بها ليسمعها ميكي عبر الهاتف ويعرف أنها ليست خائفة. قاطع صراخها ألحانها وهرع ميكي إلى منزلها لإنقاذها. وفي الوقت نفسه، لف بيبو ميني بالحبل واحتجزها كرهينة. واجه ميكي الغوريلا وأنقذ الفتاة المنكوبة مرة أخرى.

### سنوات التدهور
لم تعد ميني ظاهرة في أفلام ميكي ماوس مثل الماضي في فترة النصف الثاني من القرن العشرين، يرجع ذلك بشكل أساسي إلى زيادة شعبية مساعدي ميكي الجُدُد: بطوط وبندق وبلوتو الذين حلوا في مكان ميني، فأصبحت مرات ظهورها في الأفلام أقل عددًا، لكنها لعبت بعض الأدوار الرئيسية في بعض أفلام بلوتو وقطها فيجارو خلال الأربيعينيات، وعادت بشكل جزئي للظهور مرة أخرى خلال تقديمها في برنامج Totally Minnie، وظهورها لمرة أخرى في فيلم ترنيمة عيد الميلاد.

## روابط خارجية
- ميني ماوس على موقع ميوزك برينز (الإنجليزية)